# 索菲·麦肯齐
索菲·麦肯齐（英語：Sophie MacKenzie，1992年3月31日—），新西兰女子赛艇运动员。她曾代表新西兰参加世界赛艇锦标赛，获得二枚金牌。她也曾参加2016年夏季奥林匹克运动会。